# Nie oglądam się
Nie oglądam się – singel polskiej piosenkarki Natalii Szroeder. Singel został wydany 7 lutego 2019.

## Geneza utworu i historia wydania
Utwór napisali i skomponowali Archie Shevsky, Karolina Kozak i Natalia Szroeder.
Singel ukazał się w formacie digital download 7 lutego 2019 w Polsce za pośrednictwem wytwórni płytowej Warner Music Poland.
Do utworu powstał teledysk, który udostępniono w dniu premiery singla za pośrednictwem serwisu YouTube.

## Pozycje na listach airplay
| Kraj   | Lista | Najwyższa pozycja |
| ------ | ----- | ----------------- |
| Polska | OLiA  | 26                |